# 山形県道38号酒田鶴岡線
山形県道38号酒田鶴岡線（やまがたけんどう38ごう さかたつるおかせん）は、山形県酒田市から鶴岡市に至る県道（主要地方道）である。

## 概要

### 路線データ
- 陸上距離：28.2 km
- 起点：酒田市新堀（新堀交差点、国道47号交点）
- 終点：鶴岡市水沢字行司免（国道7号交点）

## 歴史
- 1993年（平成5年）5月11日 : 建設省から、県道酒田鶴岡線が酒田鶴岡線として主要地方道に指定される[1]。
- 2018年（平成30年）4月1日 : 余目酒田道路に並行する国道47号現道区間が国土交通省から山形県へ移管されたことに伴い、その一部区間が当路線に編入され、起点が酒田市新堀に変更される（広田IC～京田交差点間は国道7号と重用）[2]。

## 路線状況

### 重複区間
- 国道7号（酒田市落野目 - 京田二丁目）
- 山形県道357号浜中余目線（酒田市黒森 - 酒田市浜中）
- 国道112号（鶴岡市友江町 - 大山2丁目）

### 橋梁
- 新川橋（酒田市-三川町、赤川）
- 大山川橋（三川町-酒田市、大山川）

## 地理

### 通過する自治体
- 酒田市
- 東田川郡庄内町[3]
- 東田川郡三川町
- 鶴岡市

### 交差する道路
- 国道47号・山形県道44号余目温海線（酒田市新堀／庄内町跡）
- 山形県道359号家根合新堀線（酒田市新堀）
- 国道7号（酒田市落野目・広田IC - 京田二丁目）
- 山形県道355号宮野浦坂野辺新田線（酒田市錦町）
- 山形県道357号浜中余目線（酒田市黒森 - 酒田市浜中）
- 山形県道356号小浜猪子線（三川町成田新田）
- 山形県道33号庄内空港立川線（酒田市浜中）
- 山形県道43号余目加茂線（鶴岡市辻興屋）
- 山形県道50号藤島由良線（鶴岡市馬町）
- 国道112号（鶴岡市友江町 - 大山2丁目）
- 山形県道338号湯田川大山線（鶴岡市友江町）
- 国道7号・山形県道334号三瀬水沢線（鶴岡市水沢）